# 色彩飛現象

色彩飛現象

色彩飛現象（英語：Color phi phenomenon）指的是在顏色相異的對象之間誘發似動運動時，似動對象會突然在途中改變顏色的現象。這是心理學家保羅·科勒斯（Paul Kolers）和邁克爾·馮·格呂瑙（ Michael von Grünau） 所描述的一種感知錯覺，透過序列化的靜止圖像產生對運動的無體感知（disembodied perception）。色彩飛現象是飛現象的複雜版本，科勒斯和馮格呂瑙最初是為了回答哲學家納爾遜·古德曼所提出的問題「顏色改變會對飛現象造成什麼影響」而研究此現象。
經典的飛現象實驗有一位觀看螢幕的參與者，實驗人員會接連在螢幕上投射兩個圖像。第一張圖像在幀的頂部描繪了一個藍點。第二幅圖像則在幀的底部描繪了一個紅點。圖像可快速地連續顯示，也可以每幀觀看幾秒鐘。在兩個圖像都投影完之後，實驗者會要求觀看的人描述他們所看到的內容。
如果兩個圖像結合某些間隔和計時的條件，觀看的人會報告在兩點的間隔中感覺到運動。第一點會似乎開始移動，然後「在其虛幻路徑的中間突然改變顏色」。

## 哲學意義
色彩飛現象的存在引出了一個有趣的哲學問題。當要求受試者描述其經歷時，他們會報告顏色會在第二個點呈現之前就突然改變。然而實際上，受試者不可能真的有這種顏色變化的經驗。
哲學家丹尼爾·丹尼特利用了色彩飛現象反駁笛卡爾唯物主義哲學。 